# Autoridad unitaria

Ubicación de la autoridad unitaria de Derby dentro de Inglaterra.

Bournemouth en Inglaterra.

Una autoridad unitaria (en inglés: unitary authority) es un tipo de autoridad responsable de todas las funciones del gobierno local dentro del área que la misma cubre, o que lleva a cabo funciones adicionales que en la mayor parte del país son generalmente realizadas por el gobierno nacional o por un gobierno subnacional de mayor nivel. 
Las autoridades unitarias típicas cubren áreas urbanas lo suficientemente grandes como para funcionar independientemente de un condado u otro tipo de administración regional. A veces consisten en entidades subnacionales que se distinguen de las otras en su país por el hecho de que dentro de las primeras no existe un nivel inferior de administración, a diferencia de lo que sucede en las últimas.

## Reino Unido
Dentro del Reino Unido, las Unitary Authorities constituyen en Inglaterra y Gales autoridades locales son un nivel inferior de administración, según lo establece la Ley de Gobierno Local de 1992, y son responsables de casi todas las funciones del gobierno local dentro de sus límites.
Las mismas se oponen al sistema de dos niveles administrativos existente en la mayor parte de Inglaterra, en donde las funciones del gobierno local se reparten entre los concejos de los condados (county councils) y los concejos  de los distritos (district councils). Hasta 1996, existió un sistema similar de dos niveles en Escocia y Gales, pero este ha sido completamente reemplazado por un sistema de divisiones unitarias, contrariamente a lo sucedido en territorio inglés. Irlanda del Norte tiene un sistema unitario desde 1973.

### Inglaterra

Ubicación del distrito unitario y condado ceremonial de Rutland en Inglaterra.

Ubicación del distrito unitario y condado ceremonial de Herefordshire en Inglaterra.

A pesar de que la mayor parte de Inglaterra conserva su sistema de dos niveles, durante la década de 1990 algunas ciudades, localidades grandes carentes de dicho estatus y grupos de localidades contiguas se convirtieron en autoridades unitarias, independizándose de los concejos de sus respectivos condados e instaurando un Concejo local que se encargara simultáneamente de las funciones de un condado y de un distrito.
En algunos condados ingleses escasamente poblados, como Rutland, Herefordshire y la Isla de Wight, la totalidad de su superficie pasó a ser una autoridad de este tipo. Desde abril de 2009, los condados de Cornualles, Wiltshire, Shropshire, County Durham y Northumberland también se convirtieron en autoridades unitarias tras la reforma legislativa de diciembre de 2007. En Kent, la Ciudad de Rochester-upon-Medway y el borough de Gillingham y Chatham se fusionaron para formar la autoridad de Medway.
En la práctica, la mayor parte de las autoridades unitarias de Inglaterra no son enteramente unitarias, puesto que utilizan algunos servicios de manera conjunta con otras autoridades; típicamente, dichos servicios incluyen la policía y los bomberos, y a veces la recogida de residuos y el transporte público. Además, algunas contienen parroquias civiles, las que efectivamente constituyen un nivel limitado de gobierno local.
Al independizarse, las autoridades dejan de formar parte de ordinario del condado no metropolitano al que pertenecían, siguen siendo incluidas dentro de los límites del condado ceremonial homónimo. Por ejemplo, al separarse Bournemouth ya no fue parte del condado no metropolitano de Dorset, pero sí del condado ceremonial del mismo nombre.

### Historia
Cuando los concejos de los condados se establecieron en 1889, se creó un tipo de autoridad unitaria denominada county borough, que actuaba de manera independiente respecto a la administración del condado. Los county boroughs cubrían generalmente ciudades y localidades grandes carentes de dicho estatus. Sin embargo, en 1974 fueron abolidos y se reinstauró el sistema de dos niveles en toda Inglaterra.
Para la década de 1990, se había hecho evidente que ese sistema era ineficiente y complicado en ciertos lugares. Muchos concejos grandes recuperaron su gobierno unitario a lo largo de esa década, volviendo efectivamente al sistema anterior a 1974, aunque esta vez los county boroughs fueron designados unitary authorities.
La creación de cada autoridad unitaria era objeto de la consultación pública. El concepto no siempre era aceptado y a menudo no contaba con el apoyo de los concejos locales, los concejos de los condados o la población local. Probablemente, la formación de una autoridad unitaria en el noroeste de Kent compuesta por Dartford y el cercano Gravesham no pudo llevarse a cabo en parte debido a la oposición de los lugareños, quienes temían que esta pequeña entidad administrativa fuera incluida en el Gran Londres, ubicado inmediatamente al oeste, si se separaban de su condado tradicional.

### Creación de las autoridades unitarias

Ubicación del distrito unitario y condado ceremonial de la Isla de Wight en Inglaterra.

Ubicación de Northumberland, actual condado no metropolitano y distrito unitario a partir del 1º de abril de 2009.

Ubicación de Cornualles, actual condado no metropolitano y distrito unitario a partir del 1º de abril de 2009.

Las autoridades unitarias pueden crearse en Inglaterra a través de instrumentos estatutarios —de manera que no requieren una legislación separada—, bajo los términos de la Ley de Gobierno Local de 1992. Normalmente, un distrito de un condado no metropolitano que se separa para formar una autoridad unitaria es designado como un nuevo condado no metropolitano de facto, pero sin county council. Los límites del condado no metropolitano original son modificados para excluir el área abarcada por la autoridad unitaria. Por lo general, no se habla de las mismas como condados debido a que, a pesar de llevarse a cabo en ellas las funciones de un condado no metropolitano, la mayor parte de las autoridades no constituyen condados ceremoniales por sí solas; no obstante, existen excepciones, tales como Herefordshire y Rutland, a los que les fue restituido el estatus de condado que habían perdido en la reorganización territorial de 1974; y la Isla de Wight (la primera autoridad unitaria creada después de la Ley de 1992 y posiblemente una de las que presentó menos inconvenientes y controversias en lo referente a su creación), la cual fue y sigue siendo un condado separado, aunque ahora con un solo Concejo.
En algunos casos, como en los boroughs de los seis condados metropolitanos y en Berkshire, se siguió un proceso diferente, en el cual el county council fue abolido y sus funciones fueron transferidas a los distritos. No obstante, el nuevo Concejo de Wiltshire, que comenzó a operar en 2009, acaparó  las funciones de los concejos de los distritos, los cuales fueron abolidos. Es así que lo sucedido en los condados metropolitanos y en Berkshire puede ser considerado un proceso opuesto al que ocurrió en Wiltshire.
Los condados de Cornualles, Wiltshire, Shropshire, County Durham y Northumberland cuentan con la aprobación del gobierno para convertirse en autoridades unitarias en abril de 2009. El mismo ha anunciado que Cheshire, por su parte, será dividido en dos autoridades que se llamarán Cheshire West and Chester y Cheshire East. Por otro lado, el 82% de los votantes en el referéndum de 2007 rechazaron la propuesta de que Somerset se convirtiera en un condado unitario, razón por la cual el gobierno decidió no otorgarle autorización para dicho cambio. Las propuestas para una conversión del mismo tipo en Cumbria y North Yorkshire también fueron rechazadas.
En lo referente a qué estructura gubernamental había de adoptarse en Bedfordshire, se propusieron cuatro opciones diferentes:
1. Abolir los tres distritos que componen el condado para crear la autoridad unitaria de Bedfordshire incluyendo a los tres. En esta opción, Luton —que ya constituye una autoridad unitaria dentro del condado ceremonial de Bedfordshire— conservaría su independencia y no sería modificado.
2. Crear dos nuevas autoridades unitarias: una que englobara el Bedford Borough y otra que combinara los distritos de Mid Bedfordshire y South Bedfordshire, tomando esta última el nombre de Central Bedfordshire. En esta opción, Luton también conservaría su independencia y no sería modificado.
3. Crear dos autoridades unitarias: una que incluyera Bedford Borough y Mid Bedfordshire y otra que abarcara Luton Borough y South Bedfordshire.
4. Formar una autoridad de dos niveles conformada por cuatro concejos locales bajo el control de un Concejo del condado, pero con diferentes responsabilidades.[1][2]

Finalmente se decidió implementar la segunda propuesta, lo que significa que a partir del 1º de abril de 2009 habrá dos nuevas autoridades unitarias sobre el territorio actualmente perteneciente al condado no metropolitano de Bedfordshire, además de Luton, que ya existe como tal.
Los London boroughs y la Ciudad de Londres también cuentan como autoridades unitarias. Las Islas Sorlingas tienen un Concejo especial que no constituye un distrito ni un condado, aunque en la práctica es una autoridad unitaria sui generis.

### Definición legal

Ubicación de la Ciudad de Londres dentro del Gran Londres.

En la legislación actual, una autoridad unitaria es definida como “cualquier autoridad que constituya el único Concejo principal en su área de gobierno local” (en inglés: any authority which is the sole principal council for its local government area).
Mientras que parte de la legislación incluye a los London boroughs como autoridades unitarias, estos no cumplen con la condición detallada arriba —ya que para varios propósitos son filiales de la Autoridad del Gran Londres— y comúnmente son listados de manera separada junto a la Ciudad de Londres, el Inner Temple y el Middle Temple; estos dos últimos se encuentran dentro de los límites de la Ciudad de Londres aunque constituyen liberties independientes.

## Canadá
Normalmente conocidas como "municipios de un solo nivel" (single-tier municipalities), existen municipios con un único nivel de gobierno en provincias donde lo habitual es que existan dos niveles de gobierno local. No hay que confundir los municipios en provincias sin nivel superior de gobierno local con los municipios de un único nivel administrativo, ya que aquellos son el "único" nivel de gobierno local en la provincia.
La estructura de un municipio de un solo nivel varía. Mientras la mayor parte funcionan como ciudades sin nivel superior de gobierno, algunas funcionan como condados de municipios regionales, sin subdivisiones municipales inferiores. La gran mayoría de los municipios de un solo nivel de Canadá se encuentran en Ontario, donde existen como divisiones estadísticas (divisiones censales) así como municipios separados.

## Alemania
En Alemania, kreisfreie Stadt es el término equivalente para una ciudad que es responsable del nivel administrativo local y del de distrito ("Kreis").

## Nueva Zelanda
En Nueva Zelanda la autoridad unitaria es un distrito o ciudad que también lleva a cabo las funciones de una región. Nueva Zelanda tiene cuatro autoridades unitarias Gisborne, Nelson, Tasman y Marlborough. El Consejo de las islas Chatham no se suele considerar una autoridad unitaria, aunque actúa como consejo regional para los propósitos de la Ley de Gestión de Recursos de 1991.

## Polonia
En Polonia una miasto na prawach powiatu o powiat grodzki (ciudad con derechos de powiat o distrito urbano) es una ciudad que es también responsable del nivel administrativo de distrito (powiat), sin formar parte de otro powiat (por ejemplo, Poznań, Cracovia, Łódź). En total, 65 ciudades de Polonia tienen este estatus.